# Klaus Müller-Klug

Klaus Müller-Klug

Klaus Müller-Klug (* 1938 in Oldenburg) ist ein deutscher Bildhauer.

## Leben
Der Bildhauer Klaus Müller-Klug wurde 1938 in Oldenburg geboren. Von 1960 bis 1965 studierte er Bildhauerei an der Hochschule für Künste Bremen bei Gerhart Schreiter.
1965 zog Klaus Müller-Klug zusammen mit seiner Ehefrau, der Bildhauerin Monika Müller-Klug, nach Westberlin. Er begründete zusammen mit den Künstlern Georg Seibert und Emanuel Scharfenberg die „Fabrik K 19“.
Seit 1971 lebt Klaus Müller-Klug im Landkreis Lüchow-Dannenberg und unterhält weiterhin ein Berliner Atelier. Im Jahre 1994 gründete Klaus Müller-Klug zusammen mit seiner Ehefrau und unterstützt von der Stiftung für Bildhauerei den Skulpturengarten Damnatz, für den er Großplastiken aus Granit realisierte. Neben diesen Arbeiten stehen bis jetzt großformatige Freiplastiken von 18 unterschiedlichen Künstlern auf dem über 10.000 Quadratmeter großen Gelände. 1988 war Klaus Müller-Klug Mitbegründer des „Westwendischen Kunstervereins“.
Klaus Müller-Klug nahm an verschiedenen Bildhauersymposien teil (u. a.): „Internationales Bildhauersymposion E 88 in Berlin (Kulturstadt Europas)“, „10 aus Europa für Potsdam (Europäische Bildhauer im Dialog)“. Er ist mit seinen Arbeiten in unterschiedlichsten öffentlichen Sammlungen vertreten (u. a.): Sprengel Museum Hannover, Sammlung der Niedersächsischen Landesregierung (Hannover), Sammlung zeitgenössischer Kunst der Bundesrepublik Deutschland (Bonn), Kunst- und Ausstellungshalle der Bundesrepublik Deutschland (Bonn), Berlinische Galerie, Neuer Berliner Kunstverein, Sammlung des Senats von Berlin, Sammlung der Hansestadt Bremen.
Zahlreiche Großplastiken von Klaus Müller-Klug stehen im öffentlichen Raum (u. a.):
Freiplastik für die Freie Universität Berlin, Brunnenskulptur für das Paul Löbe-Institut (Berlin), Freiplastik für die Stadt Potsdam, Große Granitstele in der Königin Luise-Straße (Berlin), Freiplastik vor dem Rathaus von Dresden-Kellersdorf, Steinskulptur in der Seegeniederung Gartow, Marktbrunnen für die Stadt Dannenberg.
Klaus Müller-Klug hat drei Kinder. Till Müller-Klug ist Autor und Regisseur, Ilja Müller-Klug ist Sales Director der Edel Verlagsgruppe in Hamburg und Florian Müller-Klug betreibt die Kunstagentur Artagent Berlin und die Agentur für historische Stadtführungen CLIO Berlin.

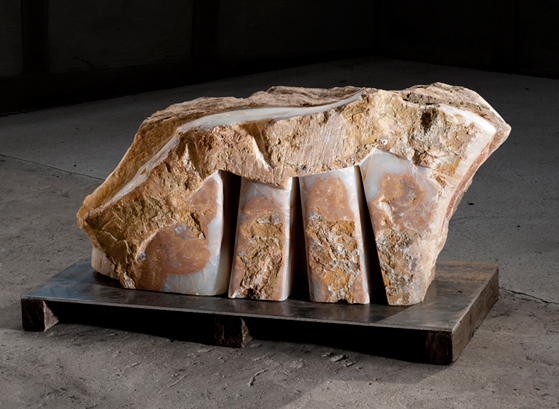
Klaus Müller-Klug, Parnaak, 2010, Persischer Onyx-Marmor, Höhe: 75 cm

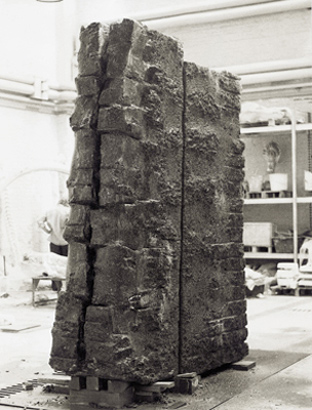
Klaus Müller-Klug, Brunnenskulptur, 1988, Russ. Labrador, Höhe: 350 cm, Paul-Löbe-Institut, Berlin

Klaus Müller-Klug wurde mit seinem Werk in die „Künstlerdatenbank und Nachlassarchiv Niedersachsen“ aufgenommen.

## Werk
In seiner ersten künstlerischen Schaffensphase arbeitete Klaus Müller-Klug überwiegend mit den Materialien Bronze, Kupfer und Aluminium. In diesem Werksabschnitt entstanden Klaus Müller-Klugs großformatige Aluminiumskulpturen. 

„Aluminium war für Klaus Müller-Klug ein wichtiges Material, dominant für einen ganzen Werkabschnitt. Dieser in Bezug auf andere Metalle leichte und vor allem leicht formbare Werkstoff schaffte die besten Voraussetzungen, bildhauerischen Formprinzipien wie z. B. die der vertikalen und horizontalen Ausrichtung durch zu deklinieren, ohne das inhaltliche Moment, die Nähe zur Figuration aus dem Auge zu verlieren. Zugleich verlangt dieses Metall im Gegensatz zur Bronze und zum Kupfer eine formale Strenge und Distanz, die sich aus der engen Verbindung zur Technik und einer häufigen Verwendung dort begründet. Der GÖTZE von 1971/72 ist ein herausragendes Beispiel für die gelungene Symbiose zwischen Anspielung auf und Erinnerung an Archetypen und einer vom Bewusstsein des technischen Zeitalters geprägten Bildhauerei. Erinnerung, eben nicht Beschwörung ist hier die skulpturale Intention: Gestalten von Totems und Idolen, die uns in ihrer mythischen Archaik wie endogene Bilder eingeprägt sind, aber erst durch die Transformation in die säkulare Sprache der moderne neue Spannungsmonente erzeugen. Diese und andere Idolformen von Klaus Müller-Klug entstanden in der Zeit, als die Kunst sich im Widerstreit zwischen rigidem Minimalismus und Rückgriffen auf Mythen (Beuys oder arte provera) bewegte: eine erregende, nachwirkende Auseinandersetzung. Der GÖTZE steht als Beispiel dafür, dass sie schon damals nicht einander ausgrenzend geführt werden musste.“

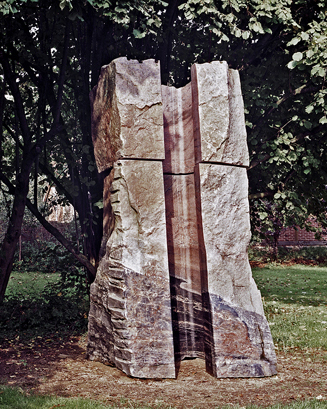
Klaus Müller-Klug, Quader mit Lichthof, 2000, Granit, Höhe 350 cm, Standort „Skulpturengarten Damnatz an der Elbe“

Seit den 80er Jahren arbeitete Klaus Müller-Klug zunehmend mit dem Material Stein, dem er sich schließlich ganz zuwendet. In dieser Schaffensphase entstehen Klaus Müller-Klugs klein-, mittel- und großformatige Steinskulpturen unterschiedlichster Materialität. Neben italienischem und persischem Marmor arbeitet Klaus Müller-Klug bevorzugt mit harten plutonischen oder vulkanischen Gesteinen wie insbesondere Granit und manchmal auch Basalt.

„Der Stein, nicht ein schon vorgedachtes Motiv, ist für Klaus Müller-Klug immer mehr zur primären Herausforderung geworden. Er sucht nicht wie der Steinmetz nach einem geeigneten Material, aus dem er eine vorgegebene Figur bestmöglich und wirkungsvoll herausschlagen kann, ohne störende Adern, die ein Gesicht queren, oder grobkörnige Stellen, die sich der Politur widersetzen. Müller-Klugs Weg ist heute umgekehrt: inzwischen ein Steinnarr und -sammler, ordert er Steine aus vielfältigen Brüchen und Regionen. Die Auswahl ist der Urakt der Gestaltung mit dem Ziel, zunächst und vor allem dem Stein in seinen Eigenarten und seinem Materialbestand auf die Spur zu kommen, ihn in seiner physischen Ausstrahlung und damit verbundenen auratischen Potenz zu sich selbst zu bringen, ihn als unverwechselbar zu exponieren. In vielfältigen Zeichnungen versucht er, sich dem jeweils einzelnen Stück in dieser Absicht anzunähern. Der im Jahr 2000 entstandene Quader mit Lichthof ist ein exzeptionelles Beispiel dafür, wie im Werk des Künstlers Oberfläche und Kern miteinander in Dialog treten und Stein sich in seinen vielfältigen Möglichkeiten als Natur und Monument, Last und Stütze, als Masse und Schutzraum oder Wärme und Kühle offenbaren kann.“

In Klaus Müller-Klugs Œuvre finden sich auch Zeichnungen, Radierungen und Kleinplastiken in Bronzeguss.

## Ausstellungen (Auswahl)
- 1969 12 Bildhauer im Folkwang Museum Essen
- 1970 Berliner Bildhauer in Budapest
- 1972 Villa Hammerschmidt, Bonn (Bundespräsidialamt)
- 1973 Schloss Bellevue, Bildhauer und Maler bei Hilda Heinemann
- 1970 Deutscher Künstlerbund
- 1977 Neuer Berliner Kunstverein
- 1977 Darmstädter Sezession
- 1980 Kulturzentrum Linz
- 1983 Internationaler Bildhauerwettbewerb für den Eingangsbereich der Universität Berlin, 2. Preisträger
- 1983 Deutscher Künstlerbund
- 1987 Ambiente Marmor, Deutschland, Italien
- 1987 Galerie für Bildhauer B. H. Berge, Berlin
- 1987 Staatliche Kunsthalle Berlin (Ankäufe der Berlinischen Galerie)
- 1988 Skulptur in Berlin 1948–1988, Georg Kolbe Museum
- 1988 Internationales Bildhauersymposion E 88, Berlin
- 1993 Symposion „10 aus Europa für Potsdam“
- 1993 Kunstverein Salzgitter
- 2000 Westwendischer Kunstverein, Gartow
- 2003 Allen & Overy Hamburg
- 2005 Galerie Samtleben, Potsdam
- 2006 Edwin Scharff Museum, Neu-Ulm
- 2007 Kunstverein Uelzen
- 2007 Galerie „Vom Zufall und vom Glück“ im Kubus in Hannover
- 2008 Kunstraum Heiddorf
- 2008 Hanseatische Anwaltskammer Hamburg
- 2023 Kunsthaus Salzwedel[1]